# Уманьпиво
ТОВ «Уманьпиво» — підприємство харчової промисловості України, зайняте у галузі виробництва та реалізації пива, безалкогольних напоїв та солоду. Розташоване у місті Умані Черкаської області.

## Історія
Пивоварня в Умані була заснована в 1878 році та належала товариству місцевих купців. Відомо, що на початку 20-го століття Уманський пивзавод виробляв пиво традиційних чеських та баварських сортів.
Зі встановленням радянської влади броварню було націоналізовано, протягом 1926-27 років збудовано цех з розливу безалкогольних напоїв і підприємство отримало назву Уманський пиво-водний завод (пізніше — Уманський пиво-безалкогольний завод).
Під час  Німецько-радянської війни виробничі потужності заводу були повністю зруйновані, однак виробництво пива було частково відновлене вже в серпні 1944 року, через 4 місяці після звільнення Умані від військ Нацистської Німеччини. Повоєнна відбудова броварні проходила досить повільно, до 1951 року підприємство вийшло лише на дві третини довоєнних обсягів виробництва (200 тис. дал).
Протягом 1950-80-х років відбувалося поступове технічне переобладнання та автоматизація виробництва, виробничі потужності були доведені до 1 млн дал. пива на рік. Броварня входила до складу Черкаського пивоб'єднання.
В ході процесу роздержавлення власності в 1990-х роках Уманську пивоварню було приватизовано зі створенням відкритого акціонерного товариства «Уманьпиво». У лютому 2009 року на броварні було введене в дію нове обладнання німецького виробництва і підприємство розпочало випуск пива «Waissburg».

## Реконструкція заводу
З 2008 року завод Уманьпиво активно співпрацює з німецькими пивоварами. Саме тоді на заводі встановили нове німецьке обладнання: циліндро-конічні танки і СІП-станцію. Відтоді всі процеси бродіння відбуваються в стерильних умовах, а обладнання миється і дезінфікується автоматично. Це дозволило уникнути такої проблеми, як кисле пиво в кегах або поява «пластівців».
У 2014 році на заводі уведено в дію нову лінію з розливу пива в кеги і встановлені додаткові танки для бродіння та доброджування пива. Це дозволило вдвічі збільшити обсяг виробництва пива.
Наразі пивоварня налагодила експорт своєї продукції більше, ніж в 10 країн[джерело?].

## Асортимент продукції
- «Waissburg Lager» (лагерного типу) — Густина 11 %. Алк.об. 4,7 %. Тара: кеги 50л, пляшки 0,5л та 1л.[2]
- «Waissburg Blanche» (біле нефільтроване) — Густина 11 %. Алк.об. 4,7 %. Тара: кеги 50л, пляшки 0,5л та 1л.[3]
- «Waissburg Special»— Густина 11 %. Алк.об. 4,4 %. Тара: кеги 50л, пляшки 0,5л[4]
- «Waissburg Red Ale»— Густина 11 %. Алк.об. 4,4 %. Тара: кеги 50л, пляшки 0,5л[4]
- «Waissburg No Alcohol» - Тара: 0,5 л

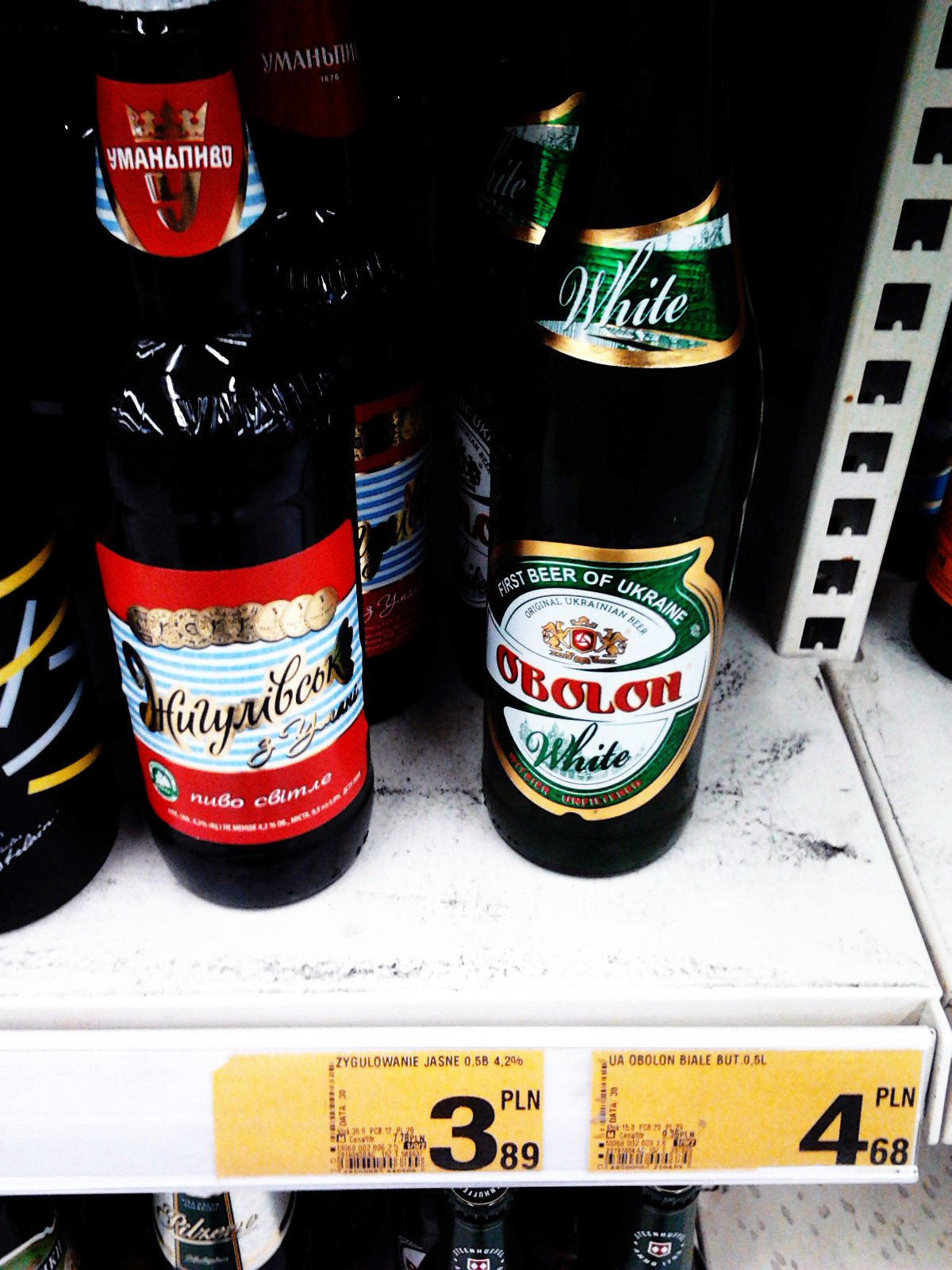
«Жигулівське з Умані» та «Оболонь Світле» на полицях гіпермаркету «Auchan» в місті Ломянкі. Польща

- «Жигулівське» світле — Густина 11 %. Алк.об. 4,2 %. Тара: кеги 50л, пляшки 0,5л та 1л.[5]
- «2002-Медове» — Густина 16 %. Алк.об. 5 %. Тара: кеги 50л, пляшки 0,5л.[6]
- «Пшеничне» світле — Густина 11 %. Алк.об. 4,4 %. Тара: кеги 50л, пляшки 0,5л та 1л.[7]
- «Лимонад» з Умані — Тара: кеги 50л, пляшки 0,5л.та 1,5л[8]
- «Сидр Golden з Умані» - Тара: 0,5 л. Алк .: 5,0 - 6,9% об.[9]
- «Сидр Golden Lemon з Умані» - Тара: 0,5 л. Алк .: 5,0 - 6,9% об.[10]
- «Сидр Golden Perry з Умані» - Тара: 0,5 л. Алк .: 5,0 - 6,9% об.
- «Сидр Golden Cherry з Умані» - Тара: 0,5 л. Алк .: 5,0 - 6,9% об.
- «Медовар» - Тара: 0,5 л. Алк .: 6,5% об.
- «Своє Медове» - Тара: 0,5 л. кеги 50 л. Алк .: 6,0 % об.
- «Своє Хмільне» - Тара: 0,5 л. кеги 50 л. Алк .: 4,6 % об.
- «Своє Пшеничне» - Тара: 0,5 л. кеги 50 л. Алк .: 4,4 % об.
- «Своє Солодове» - Тара: 0,5 л. кеги 50 л. Алк .: 4,4 % об.

### Нові сорти пива
«Вайсбург Бланш» біле нефільтроване
Даний сорт готується виключно на основі 100% солодової сировини. Для розширення смакоароматичної гами використовується солод ячмінний в купажі з солодом пшеничним. В процесі охмеління переважають ароматичні та смакоароматичні сорти хмелю. Під час кип'ятіння додають свіжозмелені натуральні зерна коріандру, здатні наповнити готовий напій приємною терпкістю і ароматом спецій. Даний сорт готують без фільтрації з метою збереження повноти смаку і аромату. В результаті отримуємо освітлений (непрозорий) пінистий п'янкий напій, який із задоволенням вживають як гурмани, так і цінителі пивної класики. Вміст алкоголю: 4,7% об., 11,5% вміст сухих речовин.